# The Black Halo
The Black Halo – siódmy album studyjny wydany przez amerykańską grupę power metalową Kamelot.

## Lista utworów
Opracowano na podstawie materiału źródłowego.
1. „March of Mephisto” – 5:28
2. „When the Lights Are Down” – 3:41
3. „The Haunting (Somewhere in Time)” – 5:40
4. „Soul Society” – 4:17
5. „Interlude I - Dei Gratia” – 0:57
6. „Abandoned” – 4:07
7. „This Pain” – 3:59
8. „Moonlight” – 5:10
9. „Interlude II - Un Assassinio Molto Silenzioso” – 0:40
10. „The Black Halo” – 3:43
11. „Nothing Ever Dies” – 4:45
12. „Memento Mori” – 8:54
13. „Interlude III - Midnight/Twelve Tolls for a New Day” – 1:21
14. „Serenade” – 4:33

## Twórcy
Opracowano na podstawie materiału źródłowego.
| Zespół Kamelot w składzie - Roy Khan - wokal - Thomas Youngblood - gitara - Glenn Barry - gitara basowa - Casey Grillo - perkusja |  | Dodatkowi muzycy - Shagrath - wokal (1, 12) jako Mephisto - Jens Johansson - instrumenty klawiszowe (1, 2) - Cinzia Hunecke Rizzo - wokal (9) jako śpiewaczka kabaretowa - Simone Simons - wokal (9) jako Marguerite - Mari Youngblood - wokal (6, 12) jako Helena - Annelise Youngblood (4) jako Mała Alena - Michael Rodenberg - instrumenty klawiszowe, chór - Herbie Langhans - chór - Amanda Somerville - chór - Gerit Göbel - chór - Thomas Rettke - chór - Elisabeth Kjærnes - chór |  | Inni - Michael „Miro” Rodenberg - producent - Sascha Paeth - producent, mastering - Michael Tibes - mastering - Philip „Phil” Colodetti - mastering - Roy Khan - producent wykonawczy - Thomas Youngblood - producent wykonawczy - Derek „Dodge” Gores - okładka |